# Gylle
Gylle is een plaats in de gemeente Trelleborg in het Zweedse landschap Skåne en de provincie Skåne län. De plaats heeft 73 inwoners (2005) en een oppervlakte van 7 hectare. Gylle wordt voornamelijk omringd door akkers. In de plaats staat de kerk Gylle kyrka, deze kerk stamt uit de Middeleeuwen, maar is sinds die tijd erg veranderd. De stad Trelleborg ligt zo'n zeven kilometer ten zuiden van Gylle.